# (91205) 1998 US43
(91205) 1998 US43, também escrito como (91205) 1998 US43, é um objeto transnetuniano que foi descoberto no dia 22 de outubro de 1998, por Marc W. Buie. Ele é classificado como um plutino, pois, este objeto está em uma ressonância orbital de 02:03 com o planeta Netuno. o mesmo possui uma magnitude absoluta (H) de 7,9 e, tem cerca de 111 km de diâmetro. por isso é improvável que possa ser classificado como um planeta anão, devido ao seu tamanho relativamente pequeno.

## Órbita
A órbita de (91205) 1998 US43 tem um semieixo maior de 39.482 UA e um período orbital de cerca de 248 anos. O seu periélio leva o mesmo a 34,114 UA do Sol e seu afélio a uma distância de 44,849 UA.